# Middelfart (gemeente)
Middelfart is een gemeente in de Deense regio Zuid-Denemarken (Syddanmark), op de westpunt van het eiland Funen. De gemeente Middelfart telt 38.853 inwoners (2020). Hoofdplaats is de gelijknamige stad Middelfart.
Middelfart had tot 2007 een oppervlakte van 72,31 km² en 20.486 inwoners. Bij de herindeling van 2007 werden de gemeenten Ejby en Nørre Aaby bij Middelfart gevoegd.
Burgemeester van Middelfart sinds 1986 is Steen Dahlstrøm van de Socialdemokraterne (Sociaaldemocraten).

## Plaatsen in de gemeente
- Middelfart
- Brenderup
- Strib
- Fjelsted
- Harndrup
- Båring
- Nørre Aaby
- Ejby
- Kauslunde
- Røjle
- Føns

Aabenraa · Ærø · Assens · Billund · Esbjerg · Faaborg-Midtfyn · Fanø · Fredericia · Haderslev · Kerteminde · Kolding · Langeland · Middelfart · Nordfyn · Nyborg · Odense · Sønderborg · Svendborg · Tønder · Varde · Vejen · Vejle
- International Standard Name Identifier: 0000 0004 0379 0757
- MusicBrainz: b6150d07-e769-436d-ba85-6585de70c060